# Fabio de Miguel
Fabio de Miguel, pseudonim Fanny McNamara, Fabio McNamara (ur. 1957) – hiszpański aktor, model, piosenkarz, performer, jedna z najważniejszych postaci hiszpańskiego ruchu kulturowego la movida madrileña. Występował jako wystylizowany, ekscentryczny transwestyta pod pseudonimem Fanny McNamara.
Grał w licznych filmach Pedro Almodóvara, wraz z nim współtworzył też zespół rockowy Almodóvar-McNamara. Był też członkiem grupy Black Killl Dolls (wraz z Almodóvarem, Bernardem Bonezzim Nachem Canutem i Eduardem Benaventem). Występował jako model do fotografii Pábla Péreza-Míngueza ilustrujących opowiadania Almodóvara pt. Patty Diphusa (jego postać była zresztą pierwowzorem głównej bohaterki cyklu) oraz erotyczną fotonowelę Toda tuya tego samego autora.